# Signe-Madeleine Barth
Pour les articles homonymes, voir Barth (homonymie).
Signe-Madeleine Barth, née Pettersson à Uddevalla le 16 juin 1895 et morte à Stockholm le 15 mars 1982, est une peintre suédoise.

## Biographie
Fille de l'homme politique Fredrik Pettersson, elle étudie à la Wilhelmson Painting School de Stockholm (1914-1917) puis à l'Académie royale des arts de Suède (1917-1918) et à la Ernst Goldschmidt Art School de Copenhague (1918-1919) avant de devenir élève de André Lhote à l'Académie scandinave de Paris (1920-1936) où elle épouse en 1922 Amadé Barth.
Elle expose en 1928 et en 1929 des nus et des natures mortes au Salon des indépendants.